# Рикавац
Рикавац је ријека у Бару у Црној Гори.
Дужина ријеке је 17 km. Настаје спајањем Вруће ријеке, која извире испод планине Лисиња (и тече равницом крај подградског дијела вароши) и мало веће ријеке Бунар, која извире испод Румије. Те двије ријеке се спајају код Вељег моста, код бивше фабрике Приморка. Кањон Рикавца у горњем току ријеке је једна од туристичких атракција овог краја. Због изградње Луке Бар, ток ријеке је измјењен 50-их година 20. вијека и од тада ријека утиче у Јадранско море кроз тунел дужине 1071 m кроз планину Волујицу. Прије уласка ријеке у тунел у ријеку се улива Зли поток. Љети је ток ријеке мали, али за кишних периода то је једна од најјачих бујичних ријека у Европи. Тунел и изграђено корито ријеке може да издржи и веће бујице, али уз редовно одржавање корита.
Павле Ровински је крајем 19. вијека писао да рјечица Рикавац тече у море поред самог пристаништа, али задржана морским таласима, разлива се и формира стајаће воде.

## Галерија
- Почетак Рикавачког тунела
- Посљедњих пар метара тока Рикавца су између излаза из тунела и мора.